# Иццо, Каэтано
Каэтано Иццо (порт.-браз. и итал. Caetano Izzo; 11 мая 1897, Сан-Паулу — неизвестно) — бразильский футболист, нападающий. Участник и единственный голеадор первого матча «Палмейрас» — «Коринтианс», в котором он забил 3 гола.

## Карьера
Каэтано начал карьеру в клубе «Руджероне» из района Лапа в 1914 году. В 1917 году он перешёл в клуб «Палестра Италия», в котором дебютировал 18 марта 1917 года в матче с «Паулистано», в котором его клуб победил 3:2. 6 мая того же года он вышел на поле в первом матче Вердао с клубом «Коринтианс», который завершился со счётом 3:0 в пользу «Палестры», а сам он забил все три мяча своей команды, став автором первых трёх мячей в противостоянии, которое в будущем стало одним из самых известных в Бразилии. За «Палестру» Каэтано выступал 4 года и стал с этой командой чемпионом штата Сан-Паулу. Свой последний матч за клуб он провёл 29 мая 1921 года с «Интернасьоналом» (Сан-Паулу), в котором Палестра проиграла 2:3. Всего за 4 года в Палестре он провёл 105 матчей и забил 47 голов. Затем Каэтано играл за «Сан-Бенту». Завершил карьеру Каэтано в клубе «Индепенденсия».
В составе сборной Бразилии Каэтано дебютировал 3 октября 1917 года в матче чемпионата Южной Америки с Аргентиной, в котором бразильцы проиграли 2:4. На том же турнире он провёл ещё две игры, с Уругваем и Чили, в которой забил два гола. Всего за национальную команду Каэтано провёл 4 игры.

## Достижения
- Чемпион штата Сан-Паулу: 1920